# Lee Yong-woo
Lee Yong-woo (hangul= 이용우, RR= I Yong-u; 17 de abril de 1981) es un actor, bailarín de danza moderna, modelo y coreógrafo surcoreano.

## Biografía
Estudió en la Universidad Nacional de Artes de Corea donde obtuvo una licenciatura en danza, después de graduarse se unió a la compañía de danza moderna "Contemporary Dance Lesson" donde forma parte del grupo Laboratory Dance Project" (LDP) desde el 2001.
El 24 de diciembre del 2012 se casó con su novia, una bailarina en Bangbae-dong, Seúl, la pareja tiene un hijo a quien le dieron la bienvenida en el 2015.

## Carrera
Fue miembro de la agencia YG Entertainment del 2014 al 2017.
Además de actuar, Yong-woo es un bailarín de danza moderna. Ganó el primer premio del "Far East Dance Concours", convirtiéndose en el rostro en la unión entre bailar y actuar.
El 1 de agosto del 2009 se unió al elenco principal de la serie Style donde interpretó a Kim Min-joon, un fotógrafo de la revista Style, que explora la bisexualidad a través de su interés tanto en Park Ki-ja (Kim Hye-soo) y Seo Woo-jin (Ryu Si-won), hasta el final de la serie el 20 de septiembre del mismo año.
En el 2011 apareció en la serie Warrior Baek Dong-soo donde dio vida a Kenzo, un samurai japonés.
El 8 de agosto del mismo año se unió al elenco principal de la serie Birdie Buddy donde interpretó a John Lee, un ex-golfista profesional que también se especializa en el estilo de danza y artes marciales afrobrasileñas conocido como Capoeira, quien se convierte en el entrenador de Sung Mi-soo (Uee) y Min Hae-ryung (Lee Da-hee), hasta el final de la serie el 25 de octubre del mismo año.
En mayo del 2012 se unió al elenco recurrente de la serie The Chaser donde dio vida a Park Ki-joon (PK Joon), una estrella principal patrocinada por Seo Ji-soo (Kim Sung-ryung), la heredera de un gran conglomerado.
El 25 de diciembre del 2014 apareció como personaje principal de las dos partes de la película para la televisión Ballerino donde interpretó a Lee Seon-woo, el bailarín principal del Ballet Nacional de Corea e hijo de una familia rica.
En el 2015 se unió al elenco recurrente de la serie Last donde dio vida a Kang Se-hoon, el brillante y confiado director del grupo Hanjoong, que tiene una amistad con Kwak Heung-sam (Lee Beom-soo).
El mayo del 2019 año se unió al elenco de la popular serie surcoreana Voice 3 (también conocida como "Voice 3: City of Accomplices") donde interpretó a Fujiyama Koichi (Wire Shun), un misterioso hombre de cabello blanco, así como un miembro de la Dark Web (Auction Favre).
Ese mismo año se unió al elenco recurrente de la serie Hot Stove League (también conocida como "Stove League") donde dio vida a Gil Chang-joo, un inteligente traductor y antiguo jugador de béisbol.

## Filmografía

### Series de televisión
| Año  | Título                    | Personaje                   | Notas        |
| ---- | ------------------------- | --------------------------- | ------------ |
| 2019 | Hot Stove League          | Gil Chang-joo / Robert Gill |              |
| 2019 | Leverage                  | "Agente Fantasma"           | 2 episodios  |
| 2019 | Voice 3                   | Fujiyama Koichi (Wire Shun) |              |
| 2015 | Last                      | Kang Se-hoon                |              |
| 2012 | The Chaser                | Park Ki-joon (PK Joon)      |              |
| 2012 | 12 Signs of Love          | Lee Joon                    | 16 episodios |
| 2011 | Birdie Buddy              | John Lee                    | 24 episodios |
| 2011 | Warrior Baek Dong-soo     | Kenzo                       |              |
| 2011 | Drama Special - "Men Cry" | Sung-goo                    | 1 episodio   |
| 2009 | Style                     | Kim Min-joon                | 16 episodios |

### Películas
| Año  | Título             | Personaje    | Notas                                                                                         |
| ---- | ------------------ | ------------ | --------------------------------------------------------------------------------------------- |
| 2014 | Ballerino          | Lee Seon-woo | junto a Choi Tae-hwan - (película para la televisión)                                         |
| 2014 | You Are My Vampire | Espía        | junto a Choi Yoon-young, Park Jung-sik, Lee Jae-yoon, Kim Jong-goo y Moon Hee-kyung           |
| 2011 | Little Black Dress | Seok-won     | junto a Yoon Eun Hye, Park Han-byul, Cha Ye-ryun, Yoo In-na, Choi Yoon-young y Jeon Soo-kyung |

### Aparición en programas de televisión
| Año  | Título               | Notas                                       |
| ---- | -------------------- | ------------------------------------------- |
| 2015 | Dancing 9 - Season 3 | (maestro / entrenador)                      |
| 2014 | Dancing 9 - Season 2 | (maestro / entrenador del grupo "Blue Eye") |
| 2013 | Dancing 9 - Season 1 | (maestro / entrenador del grupo "Blue Eye") |
| 2013 | Beatles Code 2       | invitado                                    |

### Aparición en videos musicales
| Año  | Intérprete(s)                    | Canción                  | Notas                |
| ---- | -------------------------------- | ------------------------ | -------------------- |
| 2018 | BoA                              | "One Shot, Two Shot"     | [ 12 ]               |
| 2014 | Lena Park                        | "Double Kiss" (더블키스) | [ 13 ] [ 14 ] [ 15 ] |
| 2010 | Mighty Mouth feat. Baek Ji-young | "Will Love Come"         | [ 16 ]               |
| 2010 | Honey Dew ft. Eric & Nana        | "Like a Fool"            | [ 17 ]               |
| 2009 | Hwayobi                          | "A Half"                 |                      |

### Teatro / Musicales
| Año  | Título            | Personaje     | Notas |
| ---- | ----------------- | ------------- | --- |
| 2011 | Replica           | -             | junto a Kim Joo-won, Namgoong Yon, Moollonkyen, Kang Young-ho, Jung Young-doo, Min Young-chi, Ha Seok-jun y TIMF |
| 2011 | Guys and Dolls    | Sky Masterson | junto a Jin Goo, Lee Yool, Kim Mu-yeol, Ock Joo-hyun, Kim Young-joo y Jeong Sun-ah                               |
| 2010 | Tune: Composition | -             | junto a Chae Sang-muk                                                                                            |

### Coreógrafo
| Año  | Título      | Notas            |
| ---- | ----------- | ---------------- |
| 2015 | Club Salome | (obra de teatro) |

### Eventos
| Año  | Título                 | Notas                   |
| ---- | ---------------------- | ----------------------- |
| 2013 | Mnet 20’s Choice Award | Bailó "Only One" de BoA |

### Revistas / sesiones fotográficas
| Año  | Título           | Notas                                        |
| ---- | ---------------- | -------------------------------------------- |
| 2009 | W Korea Magazine | (publicación de mayo) - junto a Yoon Eun-hye |

### Anuncios
| Año  | Título                                        | Notas |
| ---- | --------------------------------------------- | ----- |
| 2010 | Amore Pacific- The Mise-en-scène              |       |
| -    | 미니캣 / MiniCat                              |       |
| -    | NamKwang Engineering and Construction Company |       |
| -    | Sneakers                                      |       |
| -    | Gentra X                                      |       |

## Premios y nominaciones
| Año  | Categoría                                             | Premios                       | Trabajo | Resultado |
| ---- | ----------------------------------------------------- | ----------------------------- | ------- | --------- |
| 2009 | New Star Award                                        | SBS Drama Award               | Style   | Ganó      |
| 2002 | Gold Medal, Overall Male Dancer in Contemporary Dance | 32nd Dong-A Dance Competition | -       | Ganó      |
| 1999 | Silver Medal, Student Category                        | 29th Dong-A Dance Competition | -       | Ganó      |